# 青葉紘季
青葉 紘季（あおば ひろき、1976年11月1日 - ）は、日本のシンガーソングライター、作詞家、作曲家、編曲家。東京都世田谷区出身。血液型はO型。

## 人物
東京都出身。青山学院大学在学中、1998年ロックバンド「サラブレンド」を結成。FM79.5 NACK5バンドコンテストグランプリ獲得後、インディーズを経て、ユニバーサルミュージックよりメジャーデビュー。2007年同バンド解散後、ロックバンド「seagulloop」を結成し、ライブ活動と並行し、「aobahitori」としてソロユニットとしての活動もしている。seagulloopは2015年に活動休止。
2015年12月9日にリリースされたAKB48の楽曲「365日の紙飛行機」を角野寿和とともに作曲。同曲は第58回日本レコード大賞優秀作品賞を受賞したほか、自身初のミリオン越えを果たし、国民的ヒットソングとなった。現在では作詞家、作曲家として様々なアーティストへの楽曲提供や学校校歌の作曲、CMソング、BGM等制作ジャンルは多岐にわたっている。また近年ではクリエイターユニットotsumamiの一員として作詞、作曲、サウンドプロデュース等を手掛けている。
株式会社OUCAの代表取締役。楽曲提供をする際の筆名は、青葉紘季、aokado、H.Aoba、A-NOTE。尚、筆名の使い分けについての理由は不明で特に語られたことはない。

## 提供作品
- AKB48
  - 「365日の紙飛行機」（作曲/角野寿和と共作曲）
  - 「抑えきれない衝動」（作曲・編曲、aokado名義）
  - 「流れ星に何を願えばいいのだろう」（作曲・編曲、aokado名義）
  - 「Do the dance!」（作曲・編曲、A-NOTE名義/S-TONEとの共作編曲）
- NMB48
  - 「僕はいない」（作曲、aokado名義）
  - 「夢中人」（作曲、A-NOTE名義/N-Soundとの共作曲）
  - 「人生は長いんだ」（作曲、aokado名義）
- NGT48
  - 「僕の涙は流れない」（作曲、aokado名義）
- SKE48
  - 「奇跡の流星群」（作曲・編曲、aokado名義）
- STU48
  - 「暗闇」（作曲・編曲、aokado名義）
  - 「制服の重さ」（作曲・編曲、aokado名義）
  - 「僕らの春夏秋冬」（作曲・編曲、A-NOTE名義 /T.INOUEとの共作編曲）
  - 「ヘタレたちよ」（作曲、A-NOTE名義/N-Soundとの共作曲）
  - 「ポニーテールをほどいた君を見た」（作曲・編曲、A-NOTE名義/S-TONEとの共作編曲）
- 乃木坂46
  - 「孤独な青空」（作曲・編曲、aokado名義）
  - 「ひと夏の長さより…」（作曲・編曲、aokado名義）
  - 「バンドエイド剥がすような別れ方」（作曲・編曲、A-NOTE名義/S-TONEとの共作編曲）
- 欅坂46
  - 「制服と太陽」（作曲・編曲、aokado名義）
- 櫻坂46
  - 「最終の地下鉄に乗って」（作曲・編曲、aokado名義）
  - 「BAN」（作曲、A-NOTE名義/S-TONEとの共作曲）
  - 「ドローン旋回中」（作曲・編曲、A-NOTE名義/S-TONEとの共作編曲）
  - 「隙間風よ」（作曲・編曲、A-NOTE名義/S-TONEとの共作編曲）
- 日向坂46
  - 「約束の卵」（作曲・編曲、aokado名義）
  - 「やさしさが邪魔をする」（作曲・編曲、aokado名義）
  - 「声の足跡」（作曲・編曲、A-NOTE名義/S-TONEとの共作編曲）
- ラストアイドル
  - 「どんなに好きでいても(はしっこは168せんち)」（作曲・編曲、aokado名義）
  - 「青春トレイン」（作曲・編曲、aokado名義）
  - 「何人も」（作曲・編曲、aokado名義）
- 青春高校3年C組
  - 「夕焼けはなぜ、一瞬なのか？」（作曲、A-NOTE名義/SAS3との共作曲）
- SUPERNOVA
  - 「愛言葉」（作詞）
- 関ジャニ∞
  - 「ビースト!!」（作曲、朱鷺羽ソウ名義）
- 豊崎愛生
  - 「クローバー」（作詞・作曲・編曲、aokado名義）
- フジコーズ
  - 「ウェーイTOKYO」（作曲・編曲、aokado名義）
- 水樹奈々
  - 「JEWEL」（作曲/角野寿和と共作曲）
- 遊助
  - 「愛して 愛して」（作曲/佐々木望と共作曲）
- 上野優華
  - 「友達ごっこ」（作曲・編曲、aokado名義）
  - 「はじまりのうた」（作曲・編曲、aokado名義）
  - 「君までの距離」（作曲・編曲、aokado名義）
  - 「冬色シルエット」（作曲・編曲、aokado名義）
  - 「今日も君でした」（作曲・編曲、aokado名義）
- 三月のパンタシア
  - 「群青世界」（作曲、aokado名義）
  - 「ルビコン」（作詞・作曲、aokado名義）
- halca
  - 「キミの空」（作詞）
  - 「あの頃の僕たちを」（作曲、aokado名義）
- MaxBoys
  - 「I wish」（作詞・作曲）
- 清水まり子
  - 「あなたへ」（作詞・作曲）
  - 「父さん、あのね。」（作詞・作曲・編曲/大山聖福との共編曲）
- 桜井一輝
  - 「優しい雨」（作詞・作曲）
  - 「恋の涙跡」（作詞・作曲）
  - 「純恋の花」（作詞・作曲）
  - 「涙のウィスキーグラス」（作詞・作曲）
- 丘みどり
  - 「阿武隈・恋慕情」（作詞・作曲・編曲／大山聖福、青葉祐五との共作編曲）
- 安田レイ
  - 「One Last Word」（安田レイと共作詞・曲）
- 福原遥
  - ｢未完成な光たち｣ （作詞・作曲）
- Uru
  - 「願い」（作曲）
- 綾野ましろ
  - 「Alive」（作詞・作曲・編曲、A-NOTE名義/S-TONEとの共作編曲）
  - 「鼓動」（作詞・作曲・編曲、A-NOTE名義/S-TONEとの共作編曲）
- 310
  - 「Petal」（作詞・作曲・編曲、S.Oyamaとの共作編曲）
- 古川由彩
  - 「夏茜」（作曲・編曲、aokado名義）
  - 「アサギマダラ」（作曲・編曲、aokado名義）
- 遥奈瞳
  - 「蓮華想」（作詞・作曲・編曲/大山聖福との共作編曲）
  - 「Rainning Stars」（作詞・作曲・編曲/大山聖福との共作編曲）
- タイトル未定
  - 「踏切」（作曲・編曲/大山聖福との共作編曲）
  - 「主題歌」（編曲/大山聖福との共編曲）
  - 「薄明光線」（作詞・作曲・編曲/松井広大との共作詞/大山聖福との共作編曲）
  - 「綺麗事」（作曲・編曲/大山聖福との共作編曲）
  - 「溺れる」（作詞・作曲・編曲/青葉祐五との共作詞/大山聖福との共作編曲）
  - 「灯火」（作曲・編曲/大山聖福との共作編曲）
  - 「最適解」（作詞・作曲・編曲/松井広大との共作詞/大山聖福との共作編曲）
  - 「花」（作曲・編曲/大山聖福との共作編曲）
  - 「夏が来れば」（編曲/大山聖福との共編曲）
  - 「水流」（作詞・作曲・編曲/大山聖福との共作編曲）
  - 「群青」（作詞・作曲・編曲/大山聖福との共作編曲）
  - 「春霞」（作詞・作曲・編曲/大山聖福との共作編曲）
  - 「空」（作詞・作曲・編曲/大山聖福との共作編曲）
- あいす（iLiFE!／i-COL）
  - 「 i 」（作詞・作曲・編曲/大山聖福との共作編曲）
- 限りなく白く
  - 「桜色Letter」（作詞・作曲・編曲/大山聖福との共作編曲）
  - 「舞台」（作詞・作曲・編曲/大山聖福との共作編曲）
  - 「Stray Fish」（作詞・作曲・編曲/大山聖福との共作編曲）
- VOYZ BOY
  - 「beautiful star」（作曲/角野寿和との共作曲）
- 寺西優真
  - 「オレンジ」（作詞・作曲・編曲/大山聖福との共作編曲）
- 田原俊彦
  - 「夢幻LOVE」（作曲/大山聖福との共作曲）
  - 「ロマンティストでいいじゃない」（作曲/大山聖福との共作曲）
- 中冨杏子
  - 「桜色リップクリーム」（作曲）
- タートルリリー
  - 「空に青」（作詞・作曲・編曲/大山聖福との共作編曲）
- 君とセレンディピティ
  - 「翼」（作詞・作曲・編曲/大山聖福との共作編曲）
- ORIGAMI ZERO PROJECT
  - 「青空のはじまり」（作詞・作曲/角野寿和と共作曲）
  - 「ナツコイ！」（作詞・作曲/角野寿和と共作曲）
  - 「未完成にはつづきがある」（作詞・作曲/青葉祐五との共作詞）
  - 「僕だけのFlower」（作詞・作曲/青葉祐五との共作詞）
  - 「魔法の言葉」（作詞・作曲/青葉祐五との共作詞）
  - 「ごめんね、両想い」（作詞・作曲/青葉祐五との共作詞）
  - 「ギミギミ」（作詞・作曲/青葉祐五との共作詞）
  - 「Brand New Story」（作詞・作曲/青葉祐五との共作詞）
  - 「僕らはずっと友達だ」（作曲）
  - 「iDOL宣言」（作曲）
- Pei Chan
  - 「to be free」（作詞・作曲）
- 隼広
  - 「未熟なヒカリ」（作詞・作曲）
- 腰元涼
  - 「下弦の月」（作詞・作曲）
- 遠藤璃菜
  - 「ラピスラズリ」（作詞・作曲・編曲/大山聖福との共作編曲）
  - 「笑っていたいんだ」（作詞・作曲・編曲/大山聖福との共作編曲）
- OBP
  - 「Baby,it's you」（作詞・作曲・編曲/大山聖福との共作編曲）
- 水上宙
  - 「コーヒー」（作曲・編曲/大山聖福との共作編曲）
- Onephony
  - 「最高サマー！！」（作曲・編曲/大山聖福との共作編曲）
- MAYA
  - 「Our Song」（作詞・作曲・編曲/大山聖福との共作編曲）

## プロデュース作品
- ちゃんゆ胃
  - 「人生は素晴らしい」（サウンドプロデュース）
  - 「最期の約束」（サウンドプロデュース）
  - 「キャンドル」（サウンドプロデュース）
  - 「HANABI」EP（サウンドプロデュース）
- otsumami feat.mikan[5]
  - 「きみのものにだけ」（作詞・作曲・サウンドプロデュース、otsumami名義／笛田サオリとの共作詞）
  - 「花曇り」（作詞・作曲・サウンドプロデュース、otsumami名義）
  - 「さよならメロディ」（作詞・作曲・サウンドプロデュース、otsumami名義）
  - 「煌めく夜に」（作詞・作曲・サウンドプロデュース、otsumami名義）
  - 「タイムカプセル」（作曲・サウンドプロデュース、otsumami名義／作詞はmikan）
  - 「3373」（作詞・作曲・サウンドプロデュース、otsumami名義）
  - 「さよならにさよなら」（作詞・作曲・サウンドプロデュース、otsumami名義／笛田サオリとの共作詞）
  - 「サビしか知らない」（作詞・作曲・サウンドプロデュース、otsumami名義）
  - 「忘れ者」（作詞・作曲・サウンドプロデュース、otsumami名義）
  - 「うたのつくりかた」（作詞・作曲・サウンドプロデュース、otsumami名義）
  - 「冬のうた」（作詞・作曲・サウンドプロデュース、otsumami名義）
  - 「醒めない予感」（作詞・作曲・サウンドプロデュース、otsumami名義）
  - 「青葉」（作詞・作曲・サウンドプロデュース、otsumami名義）
  - 「恋のまぼろし」（作詞・作曲・サウンドプロデュース、otsumami名義）
  - 「レモン水」（作詞・作曲・サウンドプロデュース、otsumami名義）
  - 「星影のパレード」（作詞・作曲・サウンドプロデュース、otsumami名義）
  - 「負けるな、わたし」（作詞・作曲・サウンドプロデュース、otsumami名義／笛田サオリとの共作詞）
  - 「大人は忙しい」（作詞・作曲・サウンドプロデュース、otsumami名義）
  - 「ニゲナツ」（作詞・作曲・サウンドプロデュース、otsumami名義）
  - 「吹雪」（作詞・作曲・サウンドプロデュース、otsumami名義）
  - 「開花」（作詞・作曲・サウンドプロデュース、otsumami名義）
  - 「夏翳」（作曲・サウンドプロデュース、otsumami名義／作詞はmikan）

## 商用音楽・企業・団体向け
- 横浜DeNAベイスターズ
  - 「スターマン・ダンス〜星のカーニバル〜」（作詞）
- NPB日本野球機構
  - 2021年CMソング（作曲・編曲/大山聖福との共作編曲）
- アースフレンズ東京Z
  - 「東京Z応援歌～青い情熱～」（作詞・作曲）
- 安平町立早来学園
  - 安平町立早来学園校歌（作曲）